# 우샤스
우샤스(산스크리트어: उषस्)는 힌두교에서 새벽의 베다 여신이다. 데이비드 킨슬리는 그녀가 리그베다 찬가에 반복적으로 나타나며, "일관적으로 새벽과 동일시되어 매일 빛을 세상에 드러내고, 억압적인 어둠을 몰아내고, 사악한 악마를 쫓아내고, 모든 생명을 일깨우고, 모든 것을 움직이게 하며, 모든 사람이 자신의 의무를 다하게 한다"고 말한다. 그녀는 모든 생물의 생명이며, 행동과 호흡을 촉진하는 자이며, 혼돈과 혼란의 적이며, 힌두교에서 르타라고 불리는 우주적 도덕 질서를 상서롭게 일깨우는 자이다.
우샤스는 리그베다에서 가장 숭고한 여신이지만, 베다 삼남신인 아그니, 소마, 인드라만큼 중요하거나 중심적이지는 않다. 그녀는 다른 주요 베다 남신들과 동등하다. 그녀는 황금 마차 또는 백 대의 마차를 타고 하늘을 가로지르는 아름답게 장식된 젊은 여성으로 묘사되며, 황금빛 붉은 말 또는 암소에 의해 끌리며, 그녀의 남편 또는 아들로 언급되는 베다 태양신 수리야를 위해 길을 연다. 베다의 가장 아름다운 찬가 중 일부는 그녀에게 헌정되었다. 그녀의 자매는 "니샤" 또는 밤의 신인 라트리이다.

## 어원
베다 uṣás는 "새벽"을 의미하는 uṣá에서 파생되었다. 이 단어는 인도이란조어 *Hušā́s (아베스타어 "ušā")에서 유래했으며, 이는 다시 인도유럽조어 *h₂éusōs ("새벽")에서 왔고, 그리스어 "ēṓs" 및 리투아니아어 "aušrà"와 관련이 있다. 맬러리와 애덤스에 따르면, 이는 인도유럽 전통에서 "동쪽"이라는 단어의 기초가 되기도 한다.
우샤스는 s-어간으로, 즉 속격은 uṣásas이며, 이는 인도유럽어족에서 "새벽의 여신"을 의미한다. 우샤스는 원시 인도유럽 여신 *h₂ausos-와 관련이 있다. 다른 인도유럽 판테온에서 그녀의 동족신으로는 그리스 여신 에오스, 로마 여신 아우로라, 리투아니아 여신 아우슈리네, 그리고 영어 여신 에오스트레 (고대 영어: ēastre)가 있으며, 그녀의 이름은 아마도 현대 영어 단어 "부활절"의 뿌리일 것이다.

## 묘사
우샤스는 베다에서 저명한 새벽의 여신이다. 그녀는 존스와 라이언에 따르면, 모든 존재에게 생명을 불어넣는 자, "모든 생명의 생명"이자 "모든 숨의 숨"으로 묘사된다. 그녀는 매일 지구를 소생시키고, 혼돈과 어둠을 몰아내고, 모든 것을 움직이게 하며, 모든 살아있는 존재를 베다에서 그들의 의무를 수행하도록 보내는 신으로 숭배된다.
우샤스는 베다 문학에서 가장 중요한 여신이지만, 아그니, 소마, 인드라라는 세 중심 남성 신들만큼 중요하지는 않다. 그녀는 이 세 신들보다 훨씬 적은 찬가에서 언급되지만, 베다의 다른 모든 남성 및 여성 신들만큼은 언급된다.

### 리그베다
우샤스는 리그베다의 수많은 찬가에 언급된다. 40개의 찬가가 그녀에게 헌정되었고, 그녀의 이름은 다른 추가 찬가에도 나타난다. 그녀는 찬가 7.78, 6.64, 10.172에서 어둠을 몰아낸 것에 대해 감사받고 간청되며; 찬가 3.61에서 수리야에 의해 빛을 가져오는 자로 촉구되고, 찬가 8.47에서 사악한 악마를 쫓는 자로 묘사된다. 리그베다 찬가 1.48은 그녀를 백 대의 마차에 끌려, 매일 빛의 도래로 나타나고, 모든 움직임을 생명으로, 모든 생명을 움직임으로 설정하며, 사람들을 그들의 의무로 일깨우는 존재로 묘사한다. 그녀는 찬가 1.44에서 힘을 주는 것에 대해, 찬가 3.61과 7.75에서 르타에게 힘을 주는 것에 대해 숭배되며, 찬가 1.113에서 질서의 일상적인 회복에 참여하고 세상을 위협하는 혼돈의 힘과 싸우는 것으로 묘사된다.
우샤스는 베다 문헌에서 황금빛 붉은 말이나 암소에 의해 끌리는 빛나는 마차를 타고, 보석으로 장식된 아름다운 처녀로 묘사되며, 미소를 짓고 거부할 수 없을 만큼 매력적이며, 그녀를 바라보는 모든 이에게 기쁨을 가져다준다. 그녀는 어둠을 물리치고, 숨겨진 보물과 진실을 드러내며, 있는 그대로의 세상을 밝힌다. 찬가 6.64는 그녀를 부와 빛과 연관시키고, 찬가 1.92는 그녀를 "암소의 어머니"이자 암소처럼 모든 사람의 이익을 위해 베푸는 자라고 부른다. 찬가 1.113은 그녀를 "신들의 어머니"라고 부르고, 찬가 7.81은 그녀를 간청하는 모든 살아있는 존재의 어머니라고 말한다. 찬가 6.64는 그녀가 난로의 여신이라고 말한다. 그녀는 현실을 상징하며, 시간의 표지이자 "지구에서의 삶이 유한하다"는 것을 모두에게 상기시키는 존재이다. 찬가 7.75-77에 따르면, 그녀는 모든 것을 있는 그대로 보며, 신들의 눈이다.
그녀는 다양하게 라트리(밤)의 자매로 언급되며, 아디트야와 사비트리, 수리야 신들과 밀접하게 함께 움직이는 존재로 언급된다. 그녀는 또한 바루나 (하늘, 물)와 아그니 (불)와도 연관된다.
RV 6.64.1-2 (번역 제이미슨)에서 우샤스는 다음과 같이 불린다.
베다:
  1. úd u śriyá uṣáso rócamānā ásthur apā́ṃ nórmáyo rúśantaḥ

     kr̥ṇóti víśvā supáthā sugā́ny ábhūd u vásvī dákṣiṇā maghónī

  2. bhadrā́ dadr̥kṣa urviyā́ ví bhāsy út te śocír bhānávo dyā́m apaptan

     āvír vákṣaḥ kr̥ṇuṣe śumbʰámānóṣo devi rócamānā máhobhiḥ
영어:
  1. 빛나는 새벽들이 광채를 위해 솟아올랐으니, 물결처럼 반짝인다.

     그녀는 모든 길, 모든 통로를 쉽게 지나갈 수 있도록 만든다. 그녀가 나타났다 – 선량한 성직자의 선물, 풍성한 존재.

  2. 길조롭게, 당신이 드러났으니; 당신은 넓게 빛난다. 당신의 불꽃, 당신의 빛나는 광선이 하늘로 솟아올랐다.

     아름답게 나아가며 가슴을 드러내니, 여신 새벽이여, 온 힘을 다해 빛나네.
리그베다의 "가족 책"(예: RV 6.64.5)에서 우샤스는 디아우스("하늘 아버지")의 신성한 딸인 divó duhitâ이다.
  5. (그것을) 전해다오—소떼를 몰고 마음대로 은혜를 전하는 비할 데 없는 존재여, 새벽이여,

     하늘의 딸이시여, 여신이시여. 이른 간청에서 당신의 관대함으로 볼 가치가 있는 존재가 되소서!

## 현대의 숭배
조지 윌리엄스는 숭배받는 가야트리 만트라가 현대 힌두교에서 우샤스를 매일 상기시키는 역할을 한다고 말한다.
아우로빈도 고시에 따르면, 우샤스는 "다른 신들의 각성, 활동 및 성장의 매개체이며; 그녀는 베다 실현의 첫 번째 조건이다. 그녀의 증가하는 깨달음을 통해 인간의 본성 전체가 명확해지며; 그녀를 통해 [인류]는 진리에 도달하고, 그녀를 통해 [진리의] 행복을 누린다."
우샤스는 인도 비하르주와 우타르프라데시주, 그리고 네팔에서 차트 푸자 축제 기간 동안 지역적으로 숭배된다.

## 같이 보기
- 아우슈라, 리투아니아 새벽의 여신
- 차야
- 에오스트레
- 라트리
- 수리야
- 마리치 (불교)
- 사라뉴
- 샤니
- 디사니
- 아메노우즈메

### 참고 문헌
- Dallapiccola, Anna (2002). 《Dictionary of Hindu Lore and Legend》. New York: Thames & Hudson. ISBN 0-500-51088-1.
- Kinsley, David (1987). 《Hindu Goddesses: Vision of the Divine Feminine in the Hindu Religious Traditions》. New Delhi: Motilal Banarsidass. ISBN 81-208-0379-5.